# Campionat d'Europa de trial 1970
La temporada de 1970 del Campionat d'Europa de trial fou la 3a edició d'aquest campionat, organitzat per la FIM. El calendari oficial constava de 9 proves puntuables, celebrades entre el 19 d'octubre de 1969 i el 20 de setembre de 1970. Sammy Miller va guanyar el segon i últim campionat d'Europa de la seva carrera amb la Bultaco Sherpa T, un model que havia ajudat a crear el 1964. El nord-irlandès va guanyar un total de sis proves de les vuit en què participà durant la temporada i fou tercer a les altres dues (Alemanya i Sant Llorenç).
El 1970 fou el primer any en què s'organitzava a Catalunya un trial puntuable per al Campionat d'Europa: el Trial de Sant Llorenç, sisena prova d'aquella temporada, disputat el 15 de març. Des d'aleshores fins a la temporada de 1994, Catalunya fou seu d'una de les proves més emblemàtiques d'aquesta competició. Justament, l'edició de 1970 d'aquesta prova ha quedat en el record dels afeccionats catalans per la victòria espectacular de Mick Andrews pilotant el prototipus d'OSSA que estava desenvolupant (acabà la cursa amb 20 punts menys de penalització que el segon classificat, Rob Edwards). A partir de la temporada següent, el binomi Andrews-OSSA encetà un bienni de domini d'aquest campionat.
Aquell any es produí un fitxatge destacat: Malcolm Rathmell, fins aleshores a Greeves, va passar a Bultaco. L'anglès va esdevenir ben aviat un dels màxims protagonistes del campionat i ja l'any següent en fou subcampió per darrere d'Andrews. La temporada del 1970 va ser també la primera en què alguns pilots catalans van començar a puntuar regularment en el campionat. En aquella ocasió van ser Ignasi Bultó, cinquè a Sant Llorenç i Pere Pi, cinquè també a França.

## Sistema de puntuació
Barem de puntuació de 1969 a 1983:
| Posició | 1  | 2  | 3  | 4 | 5 | 6 | 7 | 8 | 9 | 10 |
| Punts   | 15 | 12 | 10 | 8 | 6 | 5 | 4 | 3 | 2 | 1  |

Es comptabilitzen la meitat més un dels resultats obtinguts durant la temporada.

## Calendari
| Ronda | Data           | Any  | Prova         | Lloc                 | Guanyador     |
| ----- | -------------- | ---- | ------------- | -------------------- | ------------- |
| 1     | 19 d'octubre   | 1969 | Alemanya      | Kronach              | Gordon Farley |
| 2     | 9 de novembre  | 1969 | França        | Bois de Saint-Cucufa | Sammy Miller  |
| 3     | 4 de gener     | 1970 | Gran Bretanya | Waterlooville        | Sammy Miller  |
| 4     | 18 de gener    | 1970 | Bèlgica       | Solwaster            | Sammy Miller  |
| 5     | 21 de gener    | 1970 | Irlanda       | Newtownards          | Sammy Miller  |
| 6     | 15 de març     | 1970 | Espanya       | Matadepera           | Mick Andrews  |
| 7     | 16 d'agost     | 1970 | Finlàndia     | Hèlsinki             | Sammy Miller  |
| 8     | 23 d'agost     | 1970 | Suècia        | Karlskoga            | Sammy Miller  |
| 9     | 20 de setembre | 1970 | Polònia       | Szklarska Poręba     | Gordon Farley |

1. ↑  A Rueil-Malmaison, prop de París.

## Classificació final
| Posició | Pilot            | Motocicleta     | Punts    |
| ------- | ---------------- | --------------- | -------- |
| 1       | Sammy Miller     | Bultaco         | 75 (100) |
| 2       | Gordon Farley    | Montesa         | 62 (81)  |
| 3       | Lawrence Telling | Montesa         | 45 (49)  |
| 4       | Benny Sellman    | Montesa         | 34 (38)  |
| 5       | Malcolm Rathmell | Greeves/Bultaco | 29       |
| 6       | Thore Evertsson  | OSSA            | 26       |
| 7       | Roland Björk     | Montesa         | 24       |
| 8       | Don Smith        | Montesa         | 24       |
| 9       | Pertti Luhtasuo  | Montesa         | 20       |
| 10      | Mick Andrews     | OSSA            | 15       |
|         |                  |                 |          |
| 21      | Ignasi Bultó     | Bultaco         | 6        |
|         |                  |                 |          |
| 23      | Pere Pi          | Montesa         | 6        |